# Bad Sooden-Allendorf
Pour les articles homonymes, voir Allendorf.
Ne doit pas être confondu avec Bad Soden.
Bad Sooden-Allendorf est une municipalité allemande située dans le land de la Hesse et l'arrondissement de Werra-Meissner. 

## Jumelage
Bad Sooden-Allendorf est jumelée avec la ville de Landivisiau, une commune du Finistère en Bretagne.

## Personnalités
- Georg Niege (1525-1589), lansquenet, poète et psalmiste, est né à Allendorf.